# Sandaramete
Sandaramete (em armênio: Սանդարամետ; romaniz.: Sandaramet) ou Espandaramete (Սպանդարամետ, Spandaramet) era o nome armênio da iazata zoroastrista (divindade angelical) Espenta Armaiti, uma das seis Amesa Espentas, e a guardiã da terra. O nome é atestado em duas formas. Espandaramete, provavelmente derivado do iraniano médio do noroeste, e Sandaramete ("Hades, o submundo"), que é derivado de uma variante do iraniano médio do sudoeste, que possivelmente é a forma antiga.
É incerto quando o nome Sandaramete entrou no armênio; pode ter ocorrido sob o Império Aquemênida (550–330 a.C.). A grafia é usada na tradução armênia da Bíblia, onde um adjetivo derivado, sandarametakan, também é usado. O autor armênio do século V Agatângelo usa a palavra sandarametakan nnĵecealkc ("aqueles adormecidos no submundo") para se referir aos mortos. O uso da palavra para se referir ao submundo indica que sua introdução ao armênio ocorreu durante um período em que a terra era vista como o lar dos mortos. Sandaramete provavelmente era visto como a divindade do submundo como resultado de uma fusão de crenças zoroastristas e antigas.
De acordo com o historiador armênio medieval Tomás Arzerúnio, o rei armênio artaxíada Artaxias II (r. 75–69 a.C.) construiu "templos de Héracles e Dioniso" na Vaspuracânia. Héracles corresponde a Vaagênio, e Dioniso provavelmente a Sandaramete. No relato de Agatângelo, o rei armênio arsácida Tiridates III (r.298  330) menciona o "šahapet dos túmulos", que provavelmente se refere a Sandaramete. A palavra armênia šahapet (derivada do persa antigo xšaθrapati) era usada para se referir a seres sobrenaturais.